# Eiphosoma arizonense
Eiphosoma arizonense är en stekelart som beskrevs av Dasch 1979. Eiphosoma arizonense ingår i släktet Eiphosoma och familjen brokparasitsteklar. Inga underarter finns listade i Catalogue of Life.